# Sixten Marklund
Olof Sixten Alexander Marklund, född 25 september 1921 i Jörns socken, Västerbotten, död 29 januari 2008, var en svensk pedagog och professor i pedagogik. 

## Biografi
Marklund, vars far var slöjdlärare, utbildade sig folkskollärare i Luleå. Delvis parallellt med sin lärartjänstgöring passerade han de akademiska graderna filosofie kandidat 1952, filosofie licentiat 1957 och filosofie doktor 1962 samt blev docent i pedagogik vid Stockholms universitet 1962.
År 1961 utnämndes han till undervisningsråd i Skolöverstyrelsen,  där han blev chef för byrån för det obligatoriska skolväsendet och efter sju år chef för byrån för lärarutbildning och efter ytterligare ett år för byrån för pedagogiskt forsknings- och utvecklingsarbete. Han var lektor (tjänstledig) i pedagogik vid Lärarhögskolan i Stockholm sedan 1965 och utnämndes senare till skolråd och avdelningschef i skolöverstyrelsen. Under ett par år var han tillförordnad professor i pedagogik vid Stockholms universitet och erhöll professors namn 1971. Hans utrednings- och forskningsuppdrag var många både i Sverige och utomlands, bland annat för Unesco, OECD och Europarådet. 1974 var han gästprofessor vid universitetet i Melbourne.
Marklund deltog det omfattande pedagogiska reformarbetet i Sverige under årtiondena efter mitten av förra seklet (grundskolereformen), i utformandet av den nydanande 1962 års läroplan och dess närmaste efterföljare och i moderniseringen av lärarutbildningen. Han har dokumenterat detta arbete i fyra volymer i Bonniers Uggleböcker: Grundskolan, framväxt och organisation tillsammans med Pär Söderberg (1964), Gymnasiet i förvandling (1968), Vår nya skola (1971) och Vår skola (1974). Han utgav 1994 en bok om Johan Jakob Rutberg.